# Don’t Touch the Light
Don’t Touch the Light ist das erste Studioalbum der deutschen Hard-Rock-Band Bonfire nach ihrem Namenswechsel von Cacumen. Es erschien im Jahr 1986 bei RCA Records.

## Geschichte
Auf Don’t Touch the Light ist noch Schlagzeuger Dominik Hülshorst zu hören, der kurz zuvor von der Band Darxon geholt worden war und bei den Aufnahmen des nachfolgenden Albums Fireworks entlassen wurde. Das Album wurde von Dave Hutchins und der Band gemeinsam produziert. Die Songs wurden zumeist von Jörg Deisinger – ebenfalls neu in der Band –, Claus Lessmann und Hans Ziller geschrieben. Erstmals erfolgte eine weltweite Veröffentlichung.

## Texte
Unglückliche Liebeslieder machen den Großteil der Songs aus: You Make Me Feel, Longing for You und No More. Hot to Rock verklärt das Wochenend-Open-Air und L.A. die kalifornische Großstadt Los Angeles. Starin' Eyes hat die Unvollkommenheit der Menschheit zum Inhalt. SDI kratzt an dem damals umstrittenen Thema des US-amerikanischen Raketenabwehrsystems, der Song enthält Originaltonausschnitte aus dem Film The Day After („This is not an exercise ...“). Dazu Ziller: „Klar, politisch interessiert sollte schon jeder Bürger sein, denn Sachen wie SDI gehen schließlich alle an. Wenn’s irgendwann mal kracht, ist jeder betroffen, auch der Headbanger in der ersten Reihe, und deshalb sollte man sich zumindest um die aktuelle Tagespolitik einige Gedanken machen.“ Das Titelstück Don’t Touch the Light handelt von einem Überwachungsstaat, dessen Bürger so verängstigt sind, dass sie jegliche Raumbeleuchtung vermeiden.

## Kritiken
Reinhard Harms attestierte dem Album im Metal Hammer „flüssige Melodielinien, ohne daß die Musik je aggressiv“ wirke, monierte aber „langatmige Phasen“ durch „identische Akkordintervalle“. Er vergab 4 von 7 möglichen Punkten. Von den anderen Kritikern erhielt es überwiegend 2 Punkte und belegte damit nur den 15. Platz unter den 20 besprochenen Neuerscheinungen. Ziller zeigte sich darüber verärgert und erklärte zwei Hefte später, es gebe für ihn nur „ein Kriterium“ für „einen wirklich guten Song“, nämlich eine Hookline, die man im Kopf behalte und nachpfeifen könne. Allmusic gab dem Album 2/5.

## Titel
| Nr. | Titel                 | Autor(en)                                                                           | Länge |
| --- | --------------------- | ----------------------------------------------------------------------------------- | ----- |
| 1.  | Intro                 | Claus Lessmann, Hans Ziller, Horst Maier-Thorn, Joerg Deisinger, Dominik Huelshorst | 1:58  |
| 2.  | Starin’ Eyes          | Maier-Thorn, Lessmann                                                               | 4:10  |
| 3.  | Hot To Rock           | Ziller, Deisinger, Lessmann                                                         | 4:12  |
| 4.  | You Make Me Feel      | Ziller, Lessmann                                                                    | 4:44  |
| 5.  | Longing For You       | Lessmann, Ziller, Maier-Thorn                                                       | 3:45  |
| 6.  | Don’t Touch The Light | Ziller, Maier-Thorn, Lessmann                                                       | 4:31  |
| 7.  | SDI                   | Lessmann, Ziller, Maier-Thorn                                                       | 5:47  |
| 8.  | No More               | Ziller, Lessmann                                                                    | 4:10  |
| 9.  | L.A.                  | Ziller, Lessmann                                                                    | 4:39  |